# Tim Gebauer
Pour les articles homonymes, voir Gebauer.
Tim Gebauer (né le 13 mai 1989 à Witten, en Rhénanie-du-Nord-Westphalie) est un coureur cycliste allemand.

## Palmarès
- 2013
  - 3e (contre-la-montre) et 5e étapes du Tour de l'Oder
  - 2e étape du Tour de White Rock
  - 2e du Tour de l'Oder
  - 2e du Tour de White Rock
- 2014
  -  Médaillé d'argent au championnat du monde universitaire du contre-la-montre
  -  Médaillé d'argent au championnat du monde universitaire sur route

## Classements mondiaux
| Année           | 2014 |
| --------------- | ---- |
| UCI Europe Tour | 833e |